# 젠쓰지

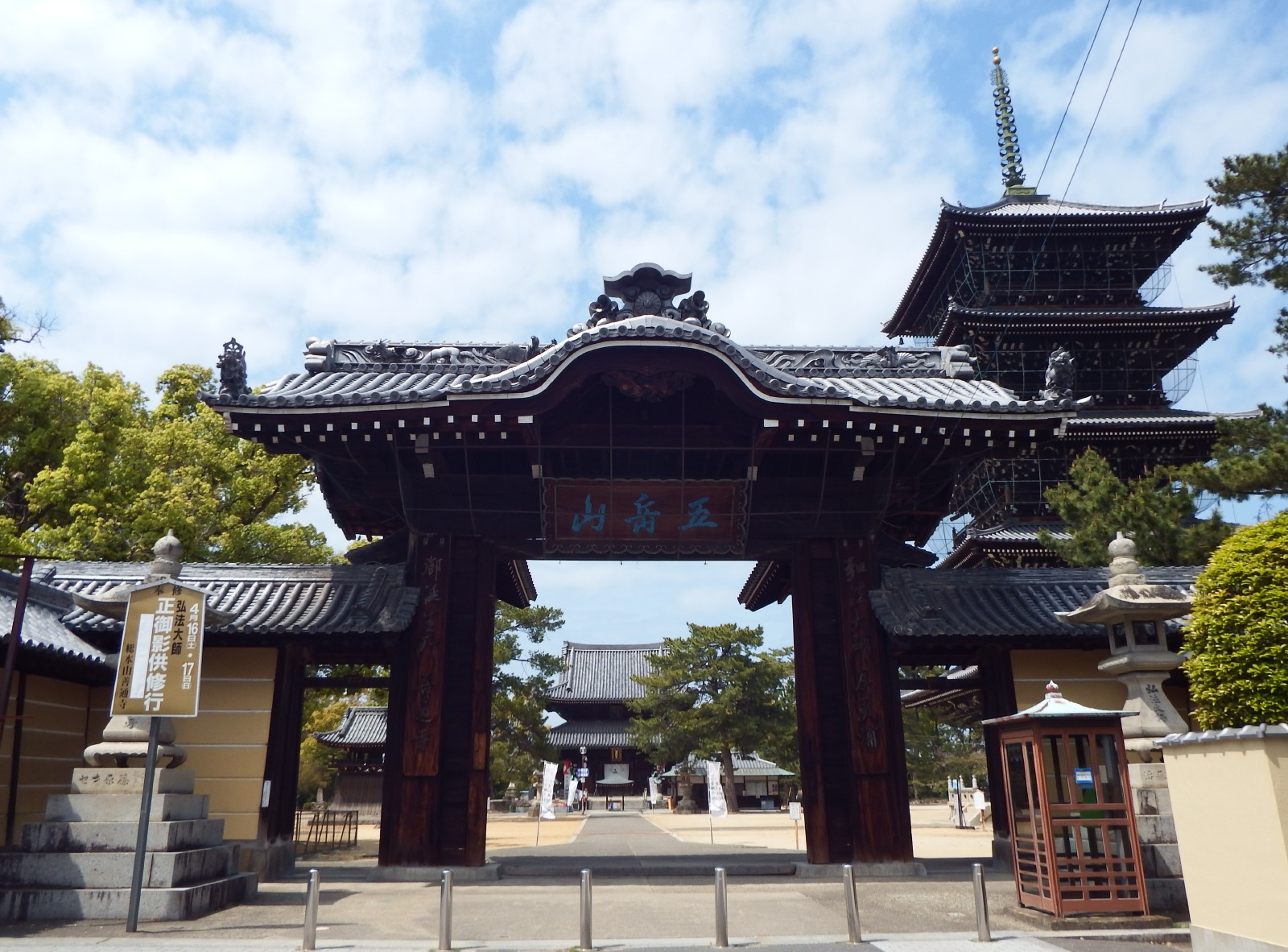
젠쓰지

젠쓰지(善通寺)는 일본 가가와현 젠쓰지시에 있는 사원이다.